# 22835 Rickgardner
22835 Rickgardner este un asteroid din centura principală de asteroizi.

## Descriere
22835 Rickgardner este un asteroid din centura principală de asteroizi. A fost descoperit pe 7 septembrie 1999 la Socorro, New Mexico, în cadrul proiectului LINEAR. Asteroidul prezintă o orbită caracterizată de o semiaxă mare de 2,58 ua, o excentricitate de 0,19 și o înclinație de 7,3° în raport cu ecliptica.